# Vivendi SA
Vivendi SA är ett franskt företag som förr hette Vivendi Universal (VU) men 2006 bytte namn till Vivendi SA. Vivendi SA är verksam i medie- och kommunikationsbranschen. Koncernen är verksam i musik-, film-, betal-tv-service- och programmeringsbranschen och i Frankrike även internet och fast och mobil telefoni. Vivendi slog 2004 ihop sin amerikanska medieenhet, Vivendi Universal Entertainment, med NBC, då nya jätten NBC Universal bildades. Vivendi äger fortfarande 20 % av NBC Universal. Vivendi är ett medlemsföretag i Svenska Antipiratbyrån.

## Bolag
Nedan följer är en lista på bolag ägda av Vivendi SA.

### Television och film
Groupe Canal+ inkluderar:
- multiThématiques
- CinéCinéma
- Planète
- Jimmy and Seasons
- Sport+
- CanalSatellite
- Ma Planète
- Extreme Sports Channel
- NBA+
- Pilotime
- StudioCanal

### Musik
Universal Music Group-märken innefattar:
- MP3.com
- A&M Records
- Barclay Records
- Decca
- Deutsche Grammophon
- DreamWorks Records
- Geffen Records
- Hollywood Records1
- Interscope Records
  - Vagrant Records2
  - Island Def Jam Records
  - MySpace Records
  - Island Records
  - Def Jam
- Jazzland Records
- Lost Highway Records
- MCA Nashville Records
- Mercury Nashville Records
- Mercury Records
- Motor Music Records
- Polydor
- Philips Records
- Stockholm Records
- Triple Crown Records
- Universal Classics Group
- Universal Motown Records Group
- Universal Music Group Nashville
  - Universal Records
  - Universal South Records
  - Blackground Records
  - Motown Records
  - Republic Records
  - Cash Money Records
  - Bad Boy Records
  - Casablanca Records
  - Street Records Corporation
- Urban Records
- Verve Records

Universal Music Group äger också Universal-märken i Australien, Brasilien, Kanada, Colombia, Tjeckien, Finland, Tyskland, Hongkong, Ungern, Italien, Japan, Mexiko, Nederländerna, Norge, Polen, Ryssland, Spanien, Schweiz och Turkiet.
1 Hollywood Records är också ägt av Disney, genom deras dotterbolag Buena Vista Music Group, men Universal är ansvariga för den amerikanska och kanadensiska distributionen, medan EMI är ansvariga Europa, Mellanöstern, Sydafrika och Asiens distribution.
2 Vagrant Records är 49%-ägt av Interscope Records.

### Datorspel (Vivendi Games)

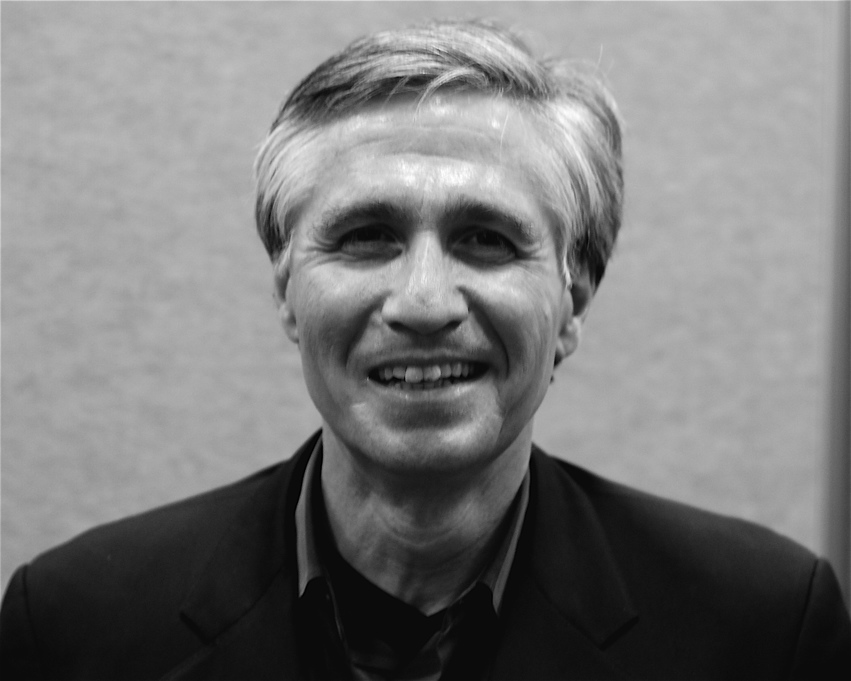
Bruce Hack, CEO för Vivendi Games

Vivendi Games, tidigare Vivendi Universal games var en fransk utvecklare, producent och distributör av dator- och TV-spel och en del av Vivendi SA. Vivendi Games grundades som Vivendi Universal Games efter att Vivendi köpte Universal i början av 2000-talet. Innan dess var Vivendi Games känt som Universal Interactive Studios. Vivendi Games ägdes till 100% av Vivendi SA och leddes av Bruce Hack från dess högkvarter i Los Angeles, Kalifornien. 
Vivendi Games ägde rättigheterna till de populära serierna Warcraft, StarCraft, Diablo och World of Warcraft (alla utvecklade av Blizzard Entertainment) och andra serier såsom Empire Earth, Leisure Suit Larry, Ground Control, Tribes, Crash Bandicoot och Spyro the Dragon som ägdes av Sierra Entertainment.
I juni 2008 slogs företaget samman med Activision och bildade Activision Blizzard.
I juli 2013 köper sig Activision Blizzard fria från Vivendi, Vivendi SA äger dock majoriteten av Activision Blizzard.

#### Divisioner
- Blizzard Entertainment (kvar som självständig enhet under Activision Blizzard)

- Sierra Entertainment (nedlagt, kvarvarande delar införlivade i Activision)

- Sierra On-Line (nedlagt 2008)

- Universal Interactive Studios (sedan 2003 känt som Vivendi Universal Games)

- Vivendi Games Mobile (nedlagt)[2]

### Telekommunikationer
- SFR Group
- Maroc Telecom

### Andra företag
- SFR